# Yap Sports Complex
Le Yap Sports Complex est un stade situé à Colonia, aux États fédérés de Micronésie, dans l'État de Yap.
Il accueille les matchs de l'équipe nationale de football et compte environ 2 000 places. Il a été construit en 2001.